# Szkoła Podstawowa im. Marii Konopnickiej w Dębnie
Szkoła Podstawowa im. Marii Konopnickiej w Dębnie – szkoła o charakterze podstawowym w Dębnie.

## Historia
Początki szkolnictwa parafialnego w Dębnie są datowana na początek XIX wieku; gdy przy miejscowej cerkwi powstała szkoła parafialna (Schola parochialis), która istniała już jakiś czas przed 1830 rokiem. W latach 1848–1849 nauczycielem był adjutor Michał Ochnicz (w 1848 roku było 30 uczniów'). W 1864 roku zbudowano budynek szkolny i późniejsze schematyzmy, o szkole wzmiankują szkoła etatowa. Relacja z wizytacji dekanatu kańczuskiego w 1817 roku przedstawia informację, że nauczanie w Dębnie nie odbywało się, ze względu na brak budynku szkolnego oraz nieodpowiednich warunków na plebanii i w domu diaka. Prowadzono tylko naukę religii w miejscowej cerkwi unickiej.
W 1864 roku zbudowano drewniany budynek szkolny. Przydatnym źródłem archiwalnym do poznawania historii szkolnictwa w Galicji są austriackie Szematyzmy Galicji i Lodomerii, które podają wykaz szkół ludowych, wraz z nazwiskami ich nauczycieli. Od 1892 roku (szkoła 1-klasowa). Od 1906 roku szkoła była już 2-klasowa, a od 1903 roku szkoła posiadała po dwoje nauczycieli: kierownik i pomocnik. Pomocnikami byli: Izabela Wogurek (1902–1904), Ludmiła Paulukówna (1904–1905), Maria Kubik (1905–1906), Klementyna Krupianka (1906–1907), Jan Maciałek (1907–1909), Marta Gdulówna (1907–1908), Bronisława Maciejowska (1909–1913), Honorata Dąbrowska (1909–1910), Olga Konieczny (1910–1913), Julia Gawron (1911–1913), Teodora Słaby (1913–1914?).
W 1934 roku w szkole uczyli nauczyciele polscy. Podczas II wojny światowej uczyli ponownie nauczyciele ukraińscy. W 1945 roku uruchomiono polską szkołę, której nauczycielami zostało małżeństwo: Tadeusz i Izabela Wiatr. W 1965 roku zbudowano nowy budynek szkolny, a 23 maja 1976 roku szkole nadano imię Marii Konopnickiej. Obecnie w Dębnie od 1999 roku jest 6-letnia szkoła podstawowa i 3-letmia gimnazjum. W późniejszym czasie gimnazjum zostało przez gminę zlikwidowane, ale mieszkańcy w czerwcu 2006 roku założyli Stowarzyszenie Rozwoju Wsi Dębno, które utworzyło Niepubliczne Gimnazjum w Dębnie. Od 14 września 2010 roku jest to: Niepubliczne Gimnazjum w Dębnie im. bł. Edmunda Bojanowskiego.
Kierownicy i dyrektorzy szkoły
1891–1907. Grzegorz Biłyk.
1907–1908. Franciszek Wojciechowski.
1908–1914.Ludwik Maciejowski.
1928–1934. Dymitr Uhryn.
1934–1939. Tadeusz Wiatr.(polscy nauczyciele).
1939–1945. Szkoła ukraińska.
1945–1949. Tadeusz Wiatr.
1949–1952. Florian Jaworski.
1952–1979. Jan Worek.
1979–1981. Zofia Worek.
1981–1997. Władysława Kojder.
1997–2018. Dariusz Miś.
2018. Bogusław Urban.
2018– nadal Anna Lucewicz.

## Osoby związane ze szkołą
- Ludwik Maciejowski – ur. 26 listopada 1883 roku w Grybowie (powiat nowosądecki), syn Antoniego i Julii z Kuźniarów. Szkołę ludową ukończył w Tarnowie i Sokalu, a w 1902 roku ukończył seminarium nauczycielskie. W latach 1904–1905 odbył służbę wojskową w armii austriackiej, w której ukończył szkołę oficerską, ze stopniem podporucznika rezerwy. Pracował jako nauczyciel w Bełzie i Rzuchowie, a w latach 1908–1914 był kierownikiem szkoły w Dębnie.

W latach 1913–1914 był członkiem Drużyn Bartoszowych. Od 1914 roku był na frontach serbskim i włoskim, w armii austriackiej. Był członkiem konspiracji wojskowej w 20 Galicyjskim Pułku Piechoty, a także był członkiem w organizacji "Wolność". W 1915 roku został awansowany na porucznika.
W listopadzie 1918 roku wstąpił do Wojska Polskiego (1 pułk strzelców podhalańskich, w latach 1918–1925 dowódca batalionu). W latach 1918–1920 jako dowódca batalionu walczył na kresach wschodnich, za co został awansowany do stopnia kapitana i odznaczony orderem Virtuti Militari. Kolejno awansował do stopni: majora (1922) i podpułkownika (1924). W latach 1925–1929 zastępca dowódcy: 71 pułku piechoty, i 45 Pułku Piechoty Strzelców Kresowych. W latach 1929–1931 dowódca 25 Pułku Piechoty w Piotrkowie Trybunalskim.
Po przejściu w stan spoczynku osiedlił się jako osadnik na Wołyniu, w Kolonii-Dworzec (powiat kostopolski). Podczas kampanii wrześniowej w 1939 roku został wzięty przez sowietów do niewoli i osadzony w obozie w Starobielsku. W 1940 roku rozstrzelany w Charkowie.